# 6098 Mutojunkyu
6098 Mutojunkyu è un asteroide della fascia principale. Scoperto nel 1991, presenta un'orbita caratterizzata da un semiasse maggiore pari a 2,2256928 UA e da un'eccentricità di 0,2353260, inclinata di 4,97397° rispetto all'eclittica.
L'asteroide è dedicato al pittore e scultore giapponese, vivente a Roma, Junkyu Muto.